# Bathygadus melanobranchus
Bathygadus melanobranchus es una especie de pez de la familia Macrouridae en el orden de los Gadiformes.

## Morfología
• Los machos pueden llegar alcanzar los 50 cm de longitud total.

## Alimentación
Come misidacis, copépodos pelágicos, quetognatos y  camarones.

## Hábitat
Es un pez de aguas profundas que vive entre 400-2600 m de profundidad.

## Distribución geográfica
Se encuentra desde Irlanda hasta Sudáfrica, el Golfo de México, el Caribe y Surinam.